# Luperus
Luperus es un género de escarabajos de la familia Chrysomelidae. El género fue descrito científicamente primero por Fabricius en 1801.
Lista de especies del género Luperus:
- Luperus abdominalis Rosenhauer, 1856
- Luperus abeillei (Guillebeau, 1891)
- Luperus acutipennis Fairmaire, 1867
- Luperus aemulus Weise, 1921
- Luperus aetolicus Kiesenwetter, 1861
- Luperus albomarginatus Jacoby, 1888
- Luperus alpinus Desbrochers, 1898
- Luperus alutaceus Weise, 1904
- Luperus ambositrensis Bechyne, 1954
- Luperus anonymus Weise, 1924
- Luperus antennalis Medvedev, 1998
- Luperus anthracinus (Ogloblin, 1936)
- Luperus apicalis Demais, 1890
- Luperus armeniacus Kiesenwetter, 1878
- Luperus aterrimus (Jacoby, 1892)
- Luperus balcanicus Apfelbeck, 1912
- Luperus bimaculatus Perroud, 1864
- Luperus biplagiatus (Jacoby, 1890)
- Luperus biraghii Ragusa, 1871
- Luperus calabricus Laboissière, 1911
- Luperus capensis Weise, 1908
- Luperus carniolicus (Kiesenwetter, 1861)
- Luperus cavicollis (Chen, 1942)
- Luperus circassicus Medvedev, 1962
- Luperus clytie Wilcox, 1896
- Luperus coeruleipennis Motschulsky, 1866
- Luperus congoensis Bryant, 1958
- Luperus cyanipennis Küster, 1848
- Luperus ehnbergi (Jacobson, 1901)
- Luperus erlangeri Weise, 1907
- Luperus excavatus (Jacoby, 1894)
- Luperus fasciculus Weise, 1904
- Luperus fiorii Weise, 1895
- Luperus flaviceps Apfelbeck, 1912
- Luperus flavilabris (Ogloblin, 1941)
- Luperus flavimanus (Weise, 1889)
- Luperus flavipennis Lucas, 1849
- Luperus flavipes Linnaeus, 1767
- Luperus flavus Rosenhauer, 1856
- Luperus floralis Faldermann, 1837
- Luperus foveicollis Weise, 1924
- Luperus graceus Weise, 1886
- Luperus impressicollis Motschulsky, 1866
- Luperus insularis Boheman, 1859
- Luperus kiesenwetteri Joannis, 1865
- Luperus kiritshenkoi Ogloblin, 1936
- Luperus klimenkoi Romantsov, 2004
- Luperus kusanagii Chujo, 1941
- Luperus leonardii Fogato, 1979
- Luperus livens Weise, 1924
- Luperus longicornis Fabricius, 1781
- Luperus lyperus Sulzer, 1776
- Luperus maculicornis Desbrochers, 1872
- Luperus malvernensis (Jacoby, 1903)
- Luperus marginalis Allard, 1890
- Luperus marginatus Jacoby, 1889
- Luperus maroccanus Peyerimhoff, 1923
- Luperus mashonanus Jacoby, 1897
- Luperus mauretanicus Pic, 1898
- Luperus mercurini Laboissiere, 1917
- Luperus metallicus (Jacoby, 1894)
- Luperus mollis Thompson, 1858
- Luperus moori Baly, 1874
- Luperus nigripennis (Jacoby, 1886)
- Luperus nigripes Kiessenwetter, 1861
- Luperus oculatus Jacoby, 1903
- Luperus papuanus Jacoby, 1904
- Luperus perlucidus (Khnzoryan, 1956)
- Luperus pubipennis Bryant, 1960
- Luperus pulchellus Lopatin, 2005
- Luperus pygmaeus Joannis, 1865, 1866
- Luperus pyrenaeus Germar, 1824
- Luperus pyrenancus (Germar, 1824)
- Luperus ragusai Laboissière, 1919
- Luperus rectangulus Weise, 1898
- Luperus revelierei Perris, 1864
- Luperus rhilensis Weise, 1900
- Luperus rugifrons Weise, 1886
- Luperus saxonicus Gmellin, 1790
- Luperus semiflavus (Ogloblin, 1936)
- Luperus semifoveolatus Jacoby, 1906
- Luperus sibiricus (Csiki, 1916)
- Luperus sikorae (Jacoby, 1892)
- Luperus silfverbergi Lopatin, 1984
- Luperus stigmaticus Weise, 1904
- Luperus sulphuripes Graells, 1858
- Luperus sumatranus (Jacoby, 1896)
- Luperus tabidus Weise, 1904
- Luperus tananarivensis Bechyne, 1954
- Luperus thailandicus Kimoto, 1989
- Luperus thomsoni Jacoby, 1906
- Luperus tugelensis (Jacoby, 1903)
- Luperus turkestanicus Weise, 1892
- Luperus uenoi Kimoto, 1969
- Luperus variabilis Kimoto, 2004
- Luperus verticalis Jacoby, 1897
- Luperus viridipennis Germar, 1824 Motschulsky, 1859
- Luperus vitalei Ragusa, 1923
- Luperus vittipennis Boheman, 1859
- Luperus wittei Bryant, 1958
- Luperus xanthopoda Schrank, 1781